# Kerkgebouw Gereformeerde Gemeenten (Kamperland)
Het kerkgebouw van de Gereformeerde Gemeenten is een kerkgebouw in de Zeeuwse plaats Kamperland, gelegen aan de Veerweg. Het gebouw uit 1960 werd tweemaal uitgebreid, in 1976 en 2015.

## Geschiedenis
Leden van de Gereformeerde Gemeenten die in Kamperland woonden, behoorden aanvankelijk tot de gemeente van Kortgene. Deze situatie was niet lang te handhaven en in 1935 werd door hen aan de kerkenraad van Kortgene verzocht om ook in Kamperland diensten te mogen houden. In augustus 1935 ging de kerkenraad akkoord en werden door ouderlingen uit Kortgene preken gelezen in een lokaal van de openbare school. Rond 1940 verhuisde de afdeling naar een gemeentelokaal aan de Veerweg.
In 1959 werd het lokaal aangekocht en bijna volledig afgebroken, waarna een kerk met tachtig zitplaatsen werd gebouwd naar ontwerp van de firma A.C. van Hee. Op 19 april 1960 werd dit gebouw in gebruik genomen. Hierop volgend, op 3 augustus, werd de afdeling officieel omgevormd tot zelfstandige gemeente. In 1976 werd het gebouw vergroot met 35 zitplaatsen en kon op 27 januari 1977 weer in gebruik worden genomen.
In 2015 werd de kerk wederom uitgebreid en gemoderniseerd, naar een ontwerp van J. Fierloos. In 2020 telde de gemeente 98 leden.

## Orgel
Op 27 oktober 1966 werd een orgel, gebouwd door de firma M.K. Koppejan, in gebruik genomen. Vanwege gebreken werd het in 1980 verbouwd door de firma A. Nijsse & Zoon. In 1998 werd besloten een nieuw orgel aan te schaffen. In 1999 werd een nieuw orgel gekocht bij orgelbouwer R.R. Witteveen waarvan de intonatie werd verzorgd door A. Nijsse & Zoon, deze firma kocht ook het oude orgel.